# Tomás Luis de Victoria
Tomás Luis de Victoria (en latin : Thomas Ludovicus a Victoria Abulensis), né  vers 1548 à Sanchidrián (province d'Ávila), et mort le 27 août 1611 à Madrid, est un prêtre catholique, compositeur, maître de chapelle et organiste, le plus célèbre polyphoniste de la Renaissance espagnole.
Ses nombreuses œuvres vocales se comptent par dizaines : vingt messes, plus de quatre-vingts motets de quatre à huit voix, plus de quatre-vingts hymnes, seize Magnificat, deux Passions, etc.

## Biographie
D'une famille de onze enfants, il est le septième enfant de Francisca Suárez de la Concha et Francisco Luis de Victoria. Il perd son père à l'âge de neuf ans. En 1558, il devient chantre et élève de musique de Bernardino de Ribera, alors maître de chapelle de la cathédrale d'Avila, dont le maître de chapelle. Jusqu'à l'âge d'environ dix-huit ans, il complète ses études musicales avec le plain-chant, le contrepoint et la composition, s'exerçant également à la pratique du clavier sous la direction des maîtres Jerónimo de Espinar et Juan Navarro y Hernando de Isasi. « Après la mue, en 1565, il est envoyé à Rome » et entre au Collège Germanicum, fondé en 1573 par Grégoire XIII et dirigé par les jésuites.
Il étudie la théologie au Collegio romano et « le cardinal d'Augsbourg Othon Truchsess de Waldbourg, l'un des grands bienfaiteurs du collège, le prend sous sa protection ». Nommé chantre dans les chœurs, « il fait la connaissance des deux fils Palestrina, qui font leurs études au Séminaire romain où leur père est  maître de chapelle. Cette relation le fait certainement profiter des leçons du maître ». C'est de cette époque que daterait l'influence palestrinienne sur les premières compositions du jeune Victoria.
En 1569, il exerce les fonctions de maître de chapelle et d'organiste à l'église Santa Maria di Montserrato de Rome.
À partir de 1571, il enseigne la musique au Séminaire romain, et, deux ans plus tard, il succède à Palestrina dans la charge de maître de chapelle jusqu'en 1577. Entre-temps, en 1572, à 24 ans, il publie un premier recueil de motets, où il précise, dans la préface, avoir voulu « mettre en valeur la splendeur de la liturgie et attirer les fidèles ». Ordonné prêtre le 28 août 1575, il entre, trois ans plus tard, en 1578, dans la Congrégation de l'Oratoire, fondé par saint Philippe Néri.
Il fait paraître son premier livre de messes en 1583, mais c'est la publication de l'Officium Hebdomadæ Sanctæ à Rome, en 1585, un recueil de musique qui couvre toute la Semaine sainte, qui lui apporte une large notoriété en tant que compositeur. Le recueil contient neuf Lamentations, dix-huit Répons, deux Passions et diverses autres pièces d'une austérité plaintive et recueillie. L'ensemble est typique du style de Victoria : un alliage de mélodies simples, drapées autour des mots et progressant avec une détermination imparable où se glissent avec subtilité certaines modifications de rythmes ou des saillies harmoniques souvent déterminées par le sens des versets mis en musique. En effet, « Victoria, qui pousse à l'extrême la couleur harmonique » a une écriture dont l'esthétique est souvent déterminée par le sens des versets mis en musique, où des effets imprévus viennent rehausser le style modéré et classique du compositeur.
En 1587, il est nommé chapelain et maître de chœur du couvent royal des clarisses déchaussées à Madrid, où vivait, retirée, la fille de Charles Quint, l'impératrice Marie d'Autriche (veuve de l'empereur Maximilien II et sœur de Philippe II). Durant cette partie de sa vie, il reçoit plusieurs offres des plus importantes cathédrales espagnoles qu'il refuse toutes, notamment celles, prestigieuses, de Séville et de Saragosse, préférant demeurer au couvent royal, où il acquiert également la charge d'organiste en 1603, car ses fonctions lui laissent du temps pour se consacrer à la composition.
De retour à Rome en 1592, il y supervise la publication de son second livre de messes, le Missae, liber secundus. Il assiste aussi aux funérailles de Palestrina en 1594, avant de rentrer définitivement en Espagne en 1595.
À partir de 1596, il est le maître de chapelle et l'organiste de l'impératrice Maria à Madrid et exerce les mêmes fonctions auprès de sa fille Margarita à partir de 1603.
En 1600 paraît le livre Missae, Magnificat, motecta, psalmi et alia a 8, 9, 12 vocibus dans la typographie royale de Madrid.
C'est au seuil du XVIIe siècle, en 1603, que Victoria compose son chef-d'œuvre, l'Officium Defunctorum à six voix, pour la messe des funérailles de l'impératrice Marie, et qui est dédié à sa fille Marguerite d'Autriche. L'œuvre est publiée deux ans plus tard, en 1605, à la Presse royale et devient rapidement une référence pour marquer la fin du Siècle d'or espagnol et celle de la musique polyphonique de la Renaissance.
Victoria meurt à Madrid le 27 août 1611.
Le legs musical de Victoria, comparé à ceux des grands compositeurs de la Renaissance, comme Palestrina ou Lassus, est relativement modeste avec seulement 180 pièces. En outre, il n'a jamais publié de musique profane et s'est cantonné dans un style classique, voire austère. Mais le soin apporté à ses compositions, comme le prouvent les incessantes révisions des éditions de ses recueils et ses commentaires consignés en préface, souligne l'attitude très critique de Victoria sur son propre travail et sa recherche d'une perfection qu'il atteint dans ses meilleures œuvres.

## Œuvres
Tout l'œuvre de Victoria appartient au genre de la musique vocale sacrée, soit 200 titres. Les deux seules compositions instrumentales parfois mentionnées sont d'attribution douteuse :

### Offices
- Officium Hebdomadæ Sanctæ. C’est sous ce titre que Victoria publie son Office de la Semaine sainte à Rome en 1585, peu de temps avant son retour en Espagne. Cette œuvre polyphonique était destinée à être exécutée lors des cérémonies les plus importantes de l'année liturgique, les offices du dimanche des Rameaux ainsi que des Jeudi, Vendredi et Samedi Saints.
  - Répons V du Samedi Saint à 4 voix O vos omnes [écouter en ligne]
- Officium Defunctorum (1605). Cet Office des Morts contient la seconde Messe de Requiem, à six voix, de Victoria, après sa Missa pro defunctis, à 4 voix, parue en 1583.

### Messes

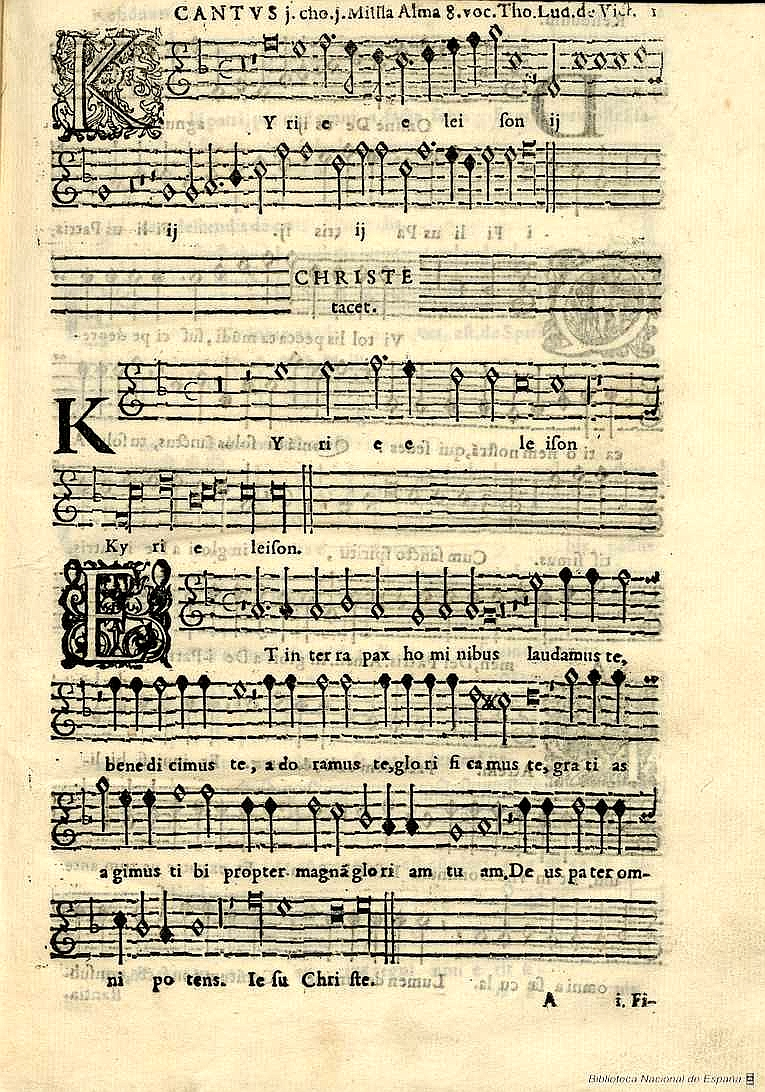
Missa alma redemptoris.

« 20 messes, dont 15 sont des messes parodies, construites sur ses propres motets pour les grandes fêtes de l'année ; trois d'entre elles le sont sur des motets de Guerrero, Morales et Palestrina » :
- Missa Alma Redemptoris, à 8 voix
- Missa Ascendens Christus in altum, à 5 voix
- Missa Ave Maris stella, à 4 voix
- Missa Ave Regina caelorum, à 8 voix
- Missa de Beata Maria Virgine, à 5 voix
- Missa Dum complerentur, à 6 voix
- Missa Gaudeamus, à 6 voix
- Missa Laetatus sum, à 12 voix
- Missa O magnum mysterium, à 4 voix
- Missa O quam gloriosum, à 4 voix
- Missa pro defunctis, à 4 voix
- Missa pro Victoria, à 9 voix
- Missa Quam pulchri sunt, à 4 voix
- Missa Quarti toni, à 4 voix
- Missa Salve, à 8 voix
- Missa Simile est regnum cœlorum, à 4 voix
- Missa Surge propera, à 5 voix
- Missa Trahe me post te, à 5 voix
- Missa Tantum ergo, à 5 voix
- Missa Vidi speciosam, à 6 voix

### Motets
Ses plus 80 motets de 4 à 8 voix, « qui ont le plus contribué à sa renommée, recherchent la plus grande expressivité musicale possible et maintiennent l'équilibre opportun entre l'homophonie et l'écriture contrapuntique en imitation, en fonction du texte sacré ; on y trouve parfois l'influence du madrigal et l'emploi d'intervalles harmoniques inhabituels comme la quarte diminuée ». La plus grande partie des motets sont inclus dans trois recueils publiés en 1572, 1583 et 1585, dont :
- Alma redemptoris mater, à 5 voix
- Ardens est cor meum, à 6 voix
- Ascendens Christus in altum, à 5 voix
- Asperges me, Domine, à 4 voix
- Ave Maria, à 4 voix
- Ave Maria, à 8 voix
- Ave Regina cælorum, à 5 voix
- Beata Dei genitrix, à 6 voix
- Beata es, à 6 voix
- Benedicta sit sancta Trinitas, à 6 voix
- Christi, Lauda Sion, à 8 voix
- Christi, Tantum ergo, à 5 voix
- Congratulamini mihi, à 6 voix
- Cum beatus Ignatius, à 5 voix
- Date ei et fructus, à 4 voix
- Descendit angelus Domini, à 5 voix
- Doctor bonus amicus Dei, à 4 voix
- Domine non sum dignus, à 4 voix
- Dixit Dominus, à 8 voix
- Duo Seraphim clamabant, à 4 voix
- Dum complerentur dies pentecostes, à 5 voix
- Ego sum panis vivus, à 4 voix
- Ecce Dominus veniet, à 5 voix
- Ecce sacerdos magnus, à 4 voix
- Estote fortes in bello, à 4 voix
- Gaude Maria virgo, à 5 voix
- Gaudent in coelis animae Sanctorum, à 4 voix
- Hic vir despiciens mundum, à 4 voix
- Iste Sanctus pro lege Dei sui, à 4 voix
- Jesu, dulcis memoria, à 4 voix (attribution douteuse)
- Lauda Sion Salvatorem, à 8 voix
- Laudate Dominum, à 8 voix
- Laudate pueri, à 8 voix
- Magi viderunt stellam, à 4 voix
- Ne timeas Maria, à 4 voix
- Nisi Dominus, à 8 voix
- Nigra sum, à 6 voix
- O decus apostolicum, à 4 voix
- O Domine Jesu Christe, à 6 voix
- O Ildephonse, à 8 voix
- O lux, et decus Hispaniae, à 5 voix
- O magnum mysterium, à 4 voix
- O quam gloriosum est regnum, à 4 voix
- O quam metuendus est, à 4 voix
- O regem cæli, à 4 voix
- O sacrum convivium, à 4 voix égales
- O sacrum convivium, à 6 voix
- O vos omnes, à 4 voix
- Pastores loquebantur ad invicem, à 6 voix
- Popule meus, à 2 chœurs à 4 voix (en grec et latin)
- Pueri Hebræorum, à 4 voix
- Quam pulchri sunt gressus tui, à 4 voix
- Quem vidistis, pastores, à 6 voix
- Regina cæli lætare, à 5 voix
- Resplenduit facies ejus, à 5 voix (canon)
- Sancta Maria sucurre miseris, à 4 voix
- Salve Regina I, à 5 voix
- Salve Regina II, à 5 voix
- Salve Regina, à 6 voix
- Salve Regina, à 8 voix
- Senex puerum portabat, à 4 voix
- Surrexit pastor bonus, à 6 voix
- Tantum ergo Sacramentum, à 5 voix
- Tu es Petrus, à 6 voix
- Vadam et circuibo civitatem, à 6 voix
- Veni sponsa Christi, à 4 voix
- Versa est in luctum, à 6 voix
- Vere languores nostros, à 4 voix
- Vidi speciosam, à 6 voix
- Trahe me post te, à 6 voix

### Hymnes
Plus de 80 hymnes, dont les 32, tous à 4 voix, dans le recueil Hymni totius anni (Hymnes pour toute l'année), publié en 1581 :

#### Hymni totius anni
1. Conditor alme siderum (Avent)
2. Christe, Redemptor omnium I (Noël)
3. Salvete, flores martyrum (Saints Innocents)
4. Hostis Herodes impie (Épiphanie)
5. Lucis Creator optime (Dimanches de l'année)
6. Ad preces nostras (Dimanches du carême)
7. Vexilla regis prodeunt (Dimanche de Pâques)
8. Ad cænam Agni providi (Dimanches après Pâques précédant l'Ascension)
9. Jesu, nostra redemptio (Ascension)
10. Veni Creator Spiritus (Pentecôte)
11. O lux beata Trinitas (Dimanche de la Trinité)
12. Pange lingua gloriosi (Fête-Dieu)
13. Quodcumque vinclis (Fête de la chaire de saint Pierre)
14. Doctor egregie Paule (Conversion de Paul)
15. Ave maris stella (Nativité de la Bienheureuse Vierge Marie)
16. Ut queant laxis (Fête de saint Jean-Baptiste)
17. Aurea luce, et decore roseo (Fête de saint Pierre)
18. Lauda mater Ecclesia (Fête de sainte Marie-Madeleine)
19. Petrus beatus (Fête de saint Pierre-aux-liens)
20. Quicumque Christum quaeritis (Transfiguration)
21. Tibi, Christe, splendor Patris (Fête de Saint Michel et de tous les anges)
22. Christe, Redemptor omnium II (Fête de la Toussaint)
23. Exultet cælum laudibus (Fête d'un apôtre)
24. Tristes erant apostoli (Fête du Jeûne des apôtres)
25. Deus, tuorum militum (Fête d'un martyr)
26. Sanctorum meritis (Fête de plusieurs martyrs)
27. Rex gloriose martyrum (Fête des Quarante martyrs de Sébaste)
28. Iste confessor (Fête pour un confesseur)
29. Jesu, corona virginum (Fête pour une vierge)
30. Hujus obtentu Deus (Pour une vierge ou un martyr)
31. Urbs beata Jerusalem (Pour la cérémonie de la dédicace de l'église)
32. Pange lingua gloriosi (Fête-Dieu)

### Psaumes
- Dixit Dominus, à 8 voix
- Ecce nunc benedicite, à 8 voix
- Lætatus sum, à 8 voix
- Laudate Dominum omnes gentes, à 8 voix
- Laudate pueri Dominum, à 8 voix
- Nisi Dominus, à 8 voix
- Super fulmina Babylonis, à 8 voix

### Magnificats
- Magnificat Primi toni I, à 4 voix
- Magnificat Primi toni II, à 6 voix
- Magnificat Secundi toni I, à 4 voix
- Magnificat Secundi toni II, à 6 voix
- Magnificat Tertii toni I, à 5 voix
- Magnificat Tertii toni II, à 6 voix
- Magnificat Quarti toni I, à 4 voix
- Magnificat Quarti toni II, à 5 voix
- Magnificat Quinti toni I, à 5 voix
- Magnificat Quinti toni II, à 6 voix
- Magnificat Sexti toni I, à 5 voix
- Magnificat Sexti toni II, à 5 voix
- Magnificat Septimi toni I, à 5 voix
- Magnificat Septimi toni II, à 5 voix
- Magnificat Octavi toni I, à 6 voix
- Magnificat Octavi toni II, à 6 voix

### Passions
- 2 passions dans l'œuvre au-dessus (1585 ; le compositeur écrivit uniquement les pièces du chœur représentant la foule des juifs et les soldats romains[8])
  - Passio secundum Matthaeum, à 4 voix (Passion selon saint Matthieu)
  - Passio secundum Ioannem, à 4 voix (Passion selon saint Jean)

### Autres œuvres sacrées
- Des antiennes, répons, cantiques, lamentations, dont les Lamentations de Jérémie, des litanies, dont les Litaniæ de Beata Virgine pour deux chœurs, et un Beatus Vir.

## Discographie
- Ave Maris stella / O quam gloriosum – Westminster Cathedral Choir, dir. David Hill (1986, Hyperion) - Gramophone Classical Music Awards
- O magnum mysterium – Westminster Cathedral Choir, dir. David Hill (1987, Hyperion Records)
- Cantica beatae Virginis, Ensemble Hespèrion XX, dir. Jordi Savall, en la Collégiale de Cardona (Catalogne) (1992, Astrée / Maestros del siglo de oro 3 CD Alia Vox 2009) - Diapason d'Or
- Dum complerentur – Westminster Cathedral Choir, dir. James O'Donnell (1996, Hyperion)
- Missa Ave Regina 8 voix, Chœur Festina Lente, dir. Michele Gasparro (2000, Dynamic)
- Ave Regina caelorum – Westminster Cathedral Choir, dir. Martin Baker (2004, Hyperion)
- Et Jesum - Motets for solo voice, Carlos Mena, contreténor ; Juan Carlos Rivera, luth et vihuela (2004, Harmonia Mundi ; réédition, Harmonia Mundi « Gold » 2010)
- Musique sacrée – Ensemble Plus Ultra, dir. Michael Noone (2011, coffret 10 CD Archiv)
- Nordic Voices sings Victoria – Nordic Voices (2015, Chandos)

### Listes détaillées pour les œuvres principales
- Officium Hebdomadæ Sacntæ (1585) y compris Lamentations et Responsorium :
Officium Hebdomadæ Sanctæ - Enregistrement (liste)
- Missa pro defunctis (1583) et Officium Defunctorum (1605) :
Officium Defunctorum - Enregistrement (liste)